# سابیروو
سابیروو (انگلیسی: Sabyrovo) یک شهرک در شهرستان زیلایرسکی استان باشقیرستان کشور روسیه است.